# Filmjahr 1980
Liste der Filmjahre

◄◄ | ◄ | 1976 | 1977 | 1978 | 1979 | Filmjahr 1980 | 1981 | 1982 | 1983 | 1984 | ► | ►►

Weitere Ereignisse

## Ereignisse
- 9. Mai: Uraufführung von Freitag der 13. (Regie: Sean S. Cunningham). Der Horrorfilm zog elf Fortsetzungen und ein Reboot nach sich. Damit ist es die langlebigste Horror-Filmreihe.
- 19. November: Uraufführung von Heaven’s Gate (Regie: Michael Cimino). Obwohl der zunächst drei Stunden und vierzig Minuten lange Film nach seiner Premiere noch um 70 Minuten gekürzt wird, erweist er sich als Kassengift. Die Produktionskosten in Höhe von etwa 44 Millionen Dollar kann er nur zu einem kleinen Teil einspielen. Dieser Misserfolg markiert den Punkt in der Geschichte Hollywoods, an dem die Studios wieder deutlich mehr Einfluss auf die Filmproduktion nahmen.
- 23. Dezember: Der ORF sendet die erste Folge der Fernsehserie Familie Merian.
- Sharon Stone hat ihren ersten Filmauftritt in Woody Allens Stardust Memories.
- Die Sieger der BRAVO-Otto-Leserwahl 1980:
  - Kategorie – männliche Filmstars: Gold Matt Dillon, Silber Terence Hill, Bronze John Travolta
  - Kategorie – weibliche Filmstars: Gold Kristy McNichol, Silber Olivia Pascal, Bronze Tatum O’Neal

## Top 10 der erfolgreichsten Filme

### In Deutschland
Die zehn erfolgreichsten Filme an den deutschen Kinokassen nach Besucherzahlen (Stand: 17. November 2018):
| Platz           | Filmtitel                             | Besucher  |
| --------------- | ------------------------------------- | --------- |
| 1.              | Das Imperium schlägt zurück           | 5.052.176 |
| 2.              | Der Supercop                          | 3.869.969 |
| 3.              | Theo gegen den Rest der Welt          | 3.449.842 |
| 4.              | Der letzte Countdown                  | 3.404.160 |
| 5.              | Mad Max                               | 3.241.900 |
| 6.              | Buddy haut den Lukas                  | 3.066.000 |
| 7.              | Kramer gegen Kramer                   | 2.972.000 |
| 8.              | Blues Brothers                        | 2.924.347 |
| 9.              | 1941 – Wo bitte geht’s nach Hollywood | 2.684.000 |
| 10.             | Die blaue Lagune                      | 2.656.859 |
| Kinostarts 1980 |                                       |           |

### In den USA und Kanada
Die zehn erfolgreichsten Filme an den nordamerikanischen Kinokassen nach Einspielergebnis.
| Platz | Filmtitel                | Einspielergebnis in US-Dollar |
| ----- | ------------------------ | ----------------------------- |
| 1.    | The Empire Strikes Back  | 209.398.025                   |
| 2.    | Nine to Five             | 103.290.500                   |
| 3.    | Stir Crazy               | 101.300.000                   |
| 4.    | Airplane!                | 83.453.539                    |
| 5.    | Any Which Way You Can    | 70.687.344                    |
| 6.    | Private Benjamin         | 69.847.348                    |
| 7.    | Coal Miner’s Daughter    | 67.182.787                    |
| 8.    | Smokey and the Bandit II | 66.132.626                    |
| 9.    | The Blue Lagoon          | 58.853.106                    |
| 10.   | The Blues Brothers       | 57.229.890                    |

## Filmpreise

### Golden Globe Awards 1980
Die Golden-Globe-Verleihung fand am 26. Januar im Beverly Hilton Hotel in Los Angeles statt.
- Bestes Drama: Kramer gegen Kramer von Robert Benton
- Bestes Musical/Komödie: Vier irre Typen – Wir schaffen alle, uns schafft keiner von Peter Yates
- Bester Schauspieler (Drama): Dustin Hoffman in Kramer gegen Kramer
- Beste Schauspielerin (Drama): Sally Field in Norma Rae
- Bester Schauspieler (Musical/Komödie): Peter Sellers in Willkommen Mr. Chance
- Beste Schauspielerin (Musical/Komödie): Bette Midler in The Rose
- Bester Nebendarsteller: Robert Duvall in Apocalypse Now und Melvyn Douglas in Willkommen Mr. Chance
- Beste Nebendarstellerin: Meryl Streep in Kramer gegen Kramer
- Bester Regisseur: Francis Ford Coppola für Apocalypse Now
- Beste Musik: Carmine Coppola für Apocalypse Now
- Cecil B. deMille Award: Henry Fonda

### Academy Award 1980
Am 14. April findet im Dorothy Chandler Pavilion in Los Angeles die Oscarverleihung statt. Moderator ist Johnny Carson.
- Bester Film: Kramer gegen Kramer von Robert Benton
- Bester Hauptdarsteller: Dustin Hoffman in Kramer gegen Kramer
- Beste Hauptdarstellerin: Sally Field in Norma Rae
- Bester Regisseur: Robert Benton für Kramer gegen Kramer
- Bester Nebendarsteller: Melvyn Douglas in Willkommen Mr. Chance
- Beste Nebendarstellerin: Meryl Streep in Kramer gegen Kramer
- Bester fremdsprachiger Film: Die Blechtrommel von Volker Schlöndorff
- Ehrenoscar: Alec Guinness

Vollständige Liste der Preisträger

### Internationale Filmfestspiele von Cannes 1980
Das Festival beginnt am 9. Mai und endet am 23. Mai. Die Jury unter Präsident Kirk Douglas vergibt folgende Preise:
- Goldene Palme: Hinter dem Rampenlicht von Bob Fosse und Kagemusha von Akira Kurosawa
- Bester Schauspieler: Michel Piccoli in Der Sprung ins Leere
- Beste Schauspielerin: Anouk Aimée in Der Sprung ins Leere
- Großer Preis der Jury: Mein Onkel aus Amerika von Alain Resnais

### Internationale Filmfestspiele Berlin 1980
Das Festival beginnt am 18. Februar und endet am 29. Februar. Die Jury unter Präsidentin Ingrid Thulin vergibt folgende Preise:
- Goldener Bär: Land meines Herzens von Richard Pearce und Palermo oder Wolfsburg von Werner Schroeter
- Bester Schauspieler: Andrzej Seweryn in Der Dirigent (Dyrygent)
- Beste Schauspielerin: Renate Krößner in Solo Sunny
- Bester Regisseur: István Szabó für Zimmer ohne Ausgang (Bizalom)

### Internationale Filmfestspiele von Venedig 1980
Das Festival beginnt am 28. August und endet am 8. September. Die Jury vergibt folgende Preise:
- Goldener Löwe: Atlantic City, USA von Louis Malle und Gloria, die Gangsterbraut von John Cassavetes
- Spezialpreis der Jury: Der große Alexander von Theodoros Angelopoulos

### Deutscher Filmpreis
- Bester Film: Die letzten Jahre der Kindheit von Norbert Kückelmann
- Beste Regie: Heidi Genée für 1 + 1 = 3
- Beste Hauptdarstellerin: Adelheid Arndt für 1 plus 1 gleich 3, Jutta Lampe für Schwestern oder Die Balance des Glücks und Krista Stadler für Lena Rais
- Bester Hauptdarsteller: Thomas Kufahl für Das Ende des Regenbogens und Nikolaus Paryla für Lena Rais

### Nationales Spielfilmfestival der DDR
- Beste Regie: Konrad Wolf und Wolfgang Kohlhaase für Solo Sunny, Roland Gräf für P.S.
- Bester Hauptdarsteller: Ulrich Thein in Anton der Zauberer
- Beste Hauptdarstellerin: Lissy Tempelhof in Alle meine Mädchen, Renate Krößner in Solo Sunny
- Bester Nebendarsteller: Dieter Montag in Solo Sunny, Fritz Marquardt in Alle meine Mädchen
- Beste Nebendarstellerin: Heide Kipp in Solo Sunny, Barbara Dittus in P.S. und Sieben Sommersprossen

### César 1980
- Bester Film: Tess von Roman Polański
- Beste Regie: Roman Polański für Tess
- Bester Hauptdarsteller: Claude Brasseur für Der Polizeikrieg
- Beste Hauptdarstellerin: Miou-Miou für Die Aussteigerin
- Bester Nebendarsteller: Jean Bouise für Damit ist die Sache für mich erledigt
- Beste Nebendarstellerin: Nicole Garcia für Edouard, der Herzensbrecher
- Bester ausländischer Film: Manhattan von Woody Allen

### British Academy Film Awards 1980
- Bester Film: Manhattan von Woody Allen
- Beste Regie: Francis Ford Coppola für Apocalypse Now
- Bester Hauptdarsteller: Jack Lemmon für Das China-Syndrom
- Beste Hauptdarstellerin: Jane Fonda für Das China-Syndrom
- Bester Nebendarsteller: Robert Duvall für Apocalypse Now
- Beste Nebendarstellerin: Rachel Roberts für Yanks – Gestern waren wir noch Fremde

### New York Film Critics Circle Award
- Bester Film: Eine ganz normale Familie von Robert Redford
- Beste Regie: Jonathan Demme für Melvin und Howard
- Bester Hauptdarsteller: Robert De Niro in Wie ein wilder Stier
- Beste Hauptdarstellerin: Sissy Spacek in Nashville Lady
- Bester Nebendarsteller: Joe Pesci in Wie ein wilder Stier
- Beste Nebendarstellerin: Mary Steenburgen in Melvin und Howard
- Beste Kamera: Ghislain Cloquet und Geoffrey Unsworth für Tess
- Bester ausländischer Film: Mein Onkel aus Amerika von Alain Resnais

### National Board of Review
- Bester Film: Eine ganz normale Familie von Robert Redford
- Beste Regie: Robert Redford für Eine ganz normale Familie
- Bester Hauptdarsteller: Robert De Niro in Wie ein wilder Stier
- Beste Hauptdarstellerin: Sissy Spacek in Nashville Lady
- Bester Nebendarsteller: Joe Pesci in Wie ein wilder Stier
- Beste Nebendarstellerin: Eva Le Gallienne in Der starke Wille
- Bester fremdsprachiger Film: Die Blechtrommel von Volker Schlöndorff

### Los Angeles Film Critics Association Awards
- Bester Film: Wie ein wilder Stier von Martin Scorsese
- Beste Regie: Roman Polański für Tess
- Bester Hauptdarsteller: Robert De Niro in Wie ein wilder Stier
- Beste Hauptdarstellerin: Sissy Spacek in Nashville Lady
- Bester Nebendarsteller: Timothy Hutton in Eine ganz normale Familie
- Beste Nebendarstellerin: Mary Steenburgen in Melvin und Howard
- Bester fremdsprachiger Film: Die Blechtrommel von Volker Schlöndorff
- Lebenswerk: Robert Mitchum

### Weitere Filmpreise und Auszeichnungen
- AFI Life Achievement Award: James Stewart
- David di Donatello: Kramer gegen Kramer (Bester ausländischer Film) – In diesem Jahr wurde kein italienischer Film ausgezeichnet.
- Deutscher Kritikerpreis: Freunde der Deutschen Kinemathek
- Directors Guild of America Award: Robert Benton für Kramer gegen Kramer
- Evening Standard British Film Award: Tod auf dem Nil von John Guillermin
- Ernst-Lubitsch-Preis: Adelheid Arndt für 1 + 1 = 3
- Gilde-Filmpreis: Die Schweizermacher von Rolf Lyssy (Gold ausländischer Film), Manhattan von Woody Allen (Silber ausländischer Film), 1 + 1 = 3 von Heidi Genée (Gold deutscher Film), Woyzeck von Werner Herzog (Silber deutscher Film)
- Internationales Filmfestival Karlovy Vary: Die Verlobte von Günther Rücker und Günter Reisch
- Louis-Delluc-Preis: Un étrange voyage von Alain Cavalier
- Max-Ophüls-Preis: Der Willi-Busch-Report von Niklaus Schilling
- Nastro d’Argento: Stadt der Frauen von Federico Fellini und Manhattan von Woody Allen
- National Society of Film Critics Award: Vier irre Typen – Wir schaffen alle, uns schafft keiner von Peter Yates
- People’s Choice Award: Rocky II von Sylvester Stallone (populärster Film), Burt Reynolds (populärster Schauspieler), Jane Fonda (populärste Schauspielerin)
- Preis der deutschen Filmkritik: Hungerjahre von Jutta Brückner (Spielfilm), Unversöhnliche Erinnerungen von Klaus Volkenborn, Johann Feindt und Karl Siebig (Dokumentarfilm)
- Toronto International Film Festival: Black Out – Anatomie einer Leidenschaft von Nicolas Roeg (Publikumspreis)
- Writers Guild of America Award: Das China-Syndrom (Bestes Originaldrehbuch, Drama), Vier irre Typen – Wir schaffen alle, uns schafft keiner (Bestes Originaldrehbuch, Komödie), Kramer gegen Kramer (Bestes adaptiertes Drehbuch, Drama), Willkommen Mr. Chance (Bestes adaptiertes Drehbuch, Komödie)
- Young Artist Award: Ich liebe dich – I Love You – Je t’aime von George Roy Hill (Bester Jugendfilm), Dennis Christopher in Vier irre Typen (Bester Jugenddarsteller), Diane Lane in Ich liebe dich – I love you – Je t'aime (Beste Jugenddarstellerin), Jane Withers (Lebenswerkpreis für einen ehemaligen Kinderstar)

## Geburtstage

### Januar bis März
Januar

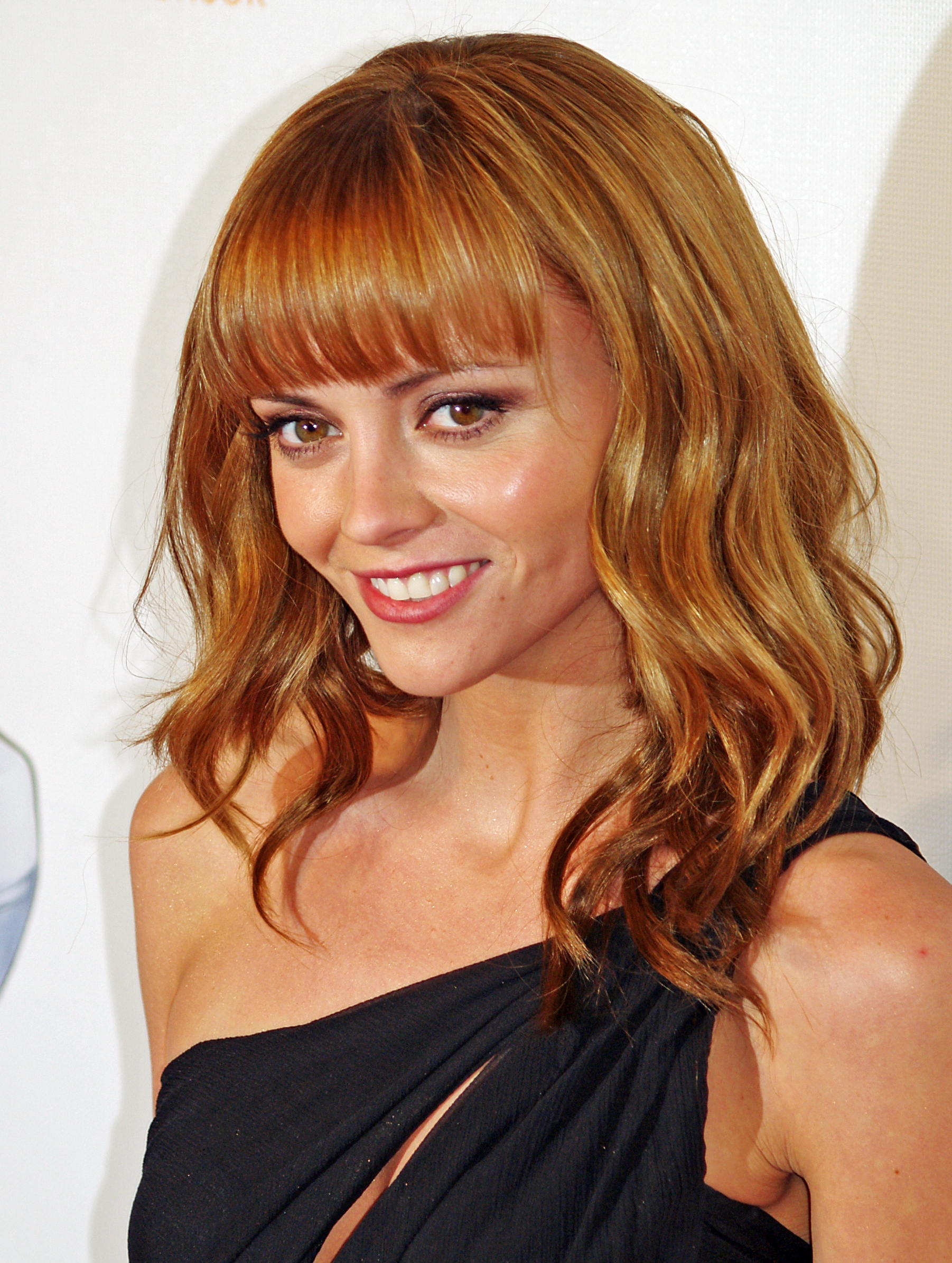
Christina Ricci (* 12. Februar)

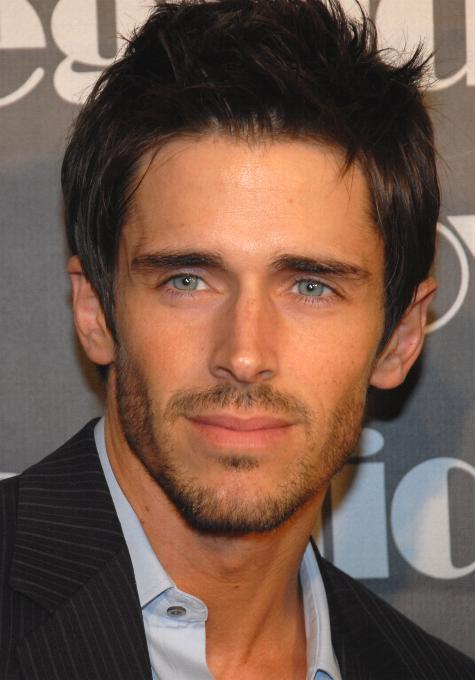
Brandon Beemer (* 27. Februar)

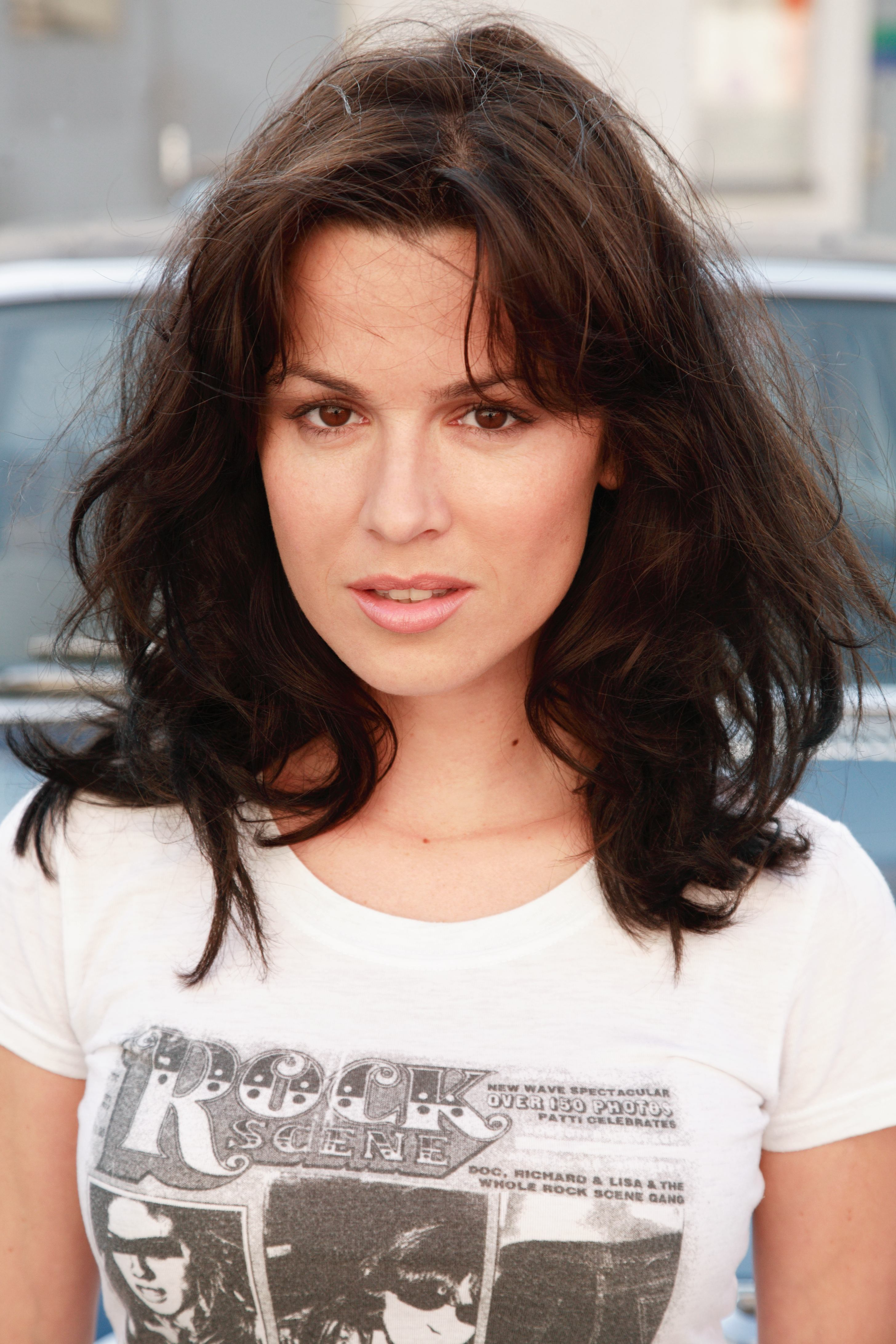
Natalia Avelon (* 29. März)

- 01. Januar: Lexi Randall, US-amerikanische Schauspielerin
- 04. Januar: June Diane Raphael, US-amerikanische Schauspielerin
- 07. Januar: Margarita Breitkreiz, deutsche Schauspielerin
- 08. Januar: Hugo Grimm, deutscher Schauspieler
- 08. Januar: Rachel Nichols, US-amerikanische Schauspielerin
- 10. Januar: Sarah Shahi, US-amerikanische Schauspielerin
- 12. Januar: Vanessa Johansson, US-amerikanische Schauspielerin
- 17. Januar: Zooey Deschanel, US-amerikanische Schauspielerin
- 17. Januar: Tara Elders, niederländische Schauspielerin
- 18. Januar: Jason Segel, US-amerikanischer Schauspieler
- 20. Januar: Felicitas Woll, deutsche Schauspielerin
- 21. Januar: Maria Popistașu, rumänische Schauspielerin
- 22. Januar: Christopher Masterson, US-amerikanischer Schauspieler
- 27. Januar: Eva Padberg, deutsches Fotomodell, Schauspielerin und Mannequin
- 28. Januar: Nick Carter, US-amerikanischer Sänger und Schauspieler
- 29. Januar: Jason James Richter, US-amerikanischer Schauspieler
- 29. Januar: Jenny Kirlin, US-amerikanische Schauspielerin
- 30. Januar: Wilmer Valderrama, US-amerikanischer Schauspieler
- 31. Januar: April Lee Hernández, US-amerikanische Schauspielerin

Februar
- 01. Februar: Jeffrey Wipprecht, deutscher Synchronsprecher
- 02. Februar: Zhang Jingchu, chinesische Schauspielerin
- 07. Februar: Adina Vetter, deutsche Schauspielerin
- 11. Februar: Matthew Lawrence, US-amerikanischer Schauspieler
- 12. Februar: Heather Doerksen, kanadische Schauspielerin
- 12. Februar: Sarah Lancaster, US-amerikanische Schauspielerin
- 12. Februar: Christina Ricci, US-amerikanische Schauspielerin
- 15. Februar: Samira Makhmalbaf, iranische Regisseurin
- 17. Februar: Jason Ritter, US-amerikanischer Schauspieler
- 22. Februar: Jeanette Biedermann, deutsche Schauspielerin
- 24. Februar: Ioana Iacob, rumänische Schauspielerin
- 27. Februar: Brandon Beemer, US-amerikanischer Schauspieler und Model
- 28. Februar: Stefan Konarske, deutscher Film- und Theaterschauspieler
- 29. Februar: Eric Benz, deutscher Schauspieler

März
- 05. März: Viktoria Winge, norwegische Schauspielerin
- 07. März: Laura Prepon, US-amerikanische Schauspielerin
- 07. März: Valery Tscheplanowa, deutsche Schauspielerin und Sängerin
- 09. März: Matthew Gray Gubler, US-amerikanischer Schauspieler
- 12. März: Antoni Łazarkiewicz, polnischer Komponist
- 14. März: Noémi Besedes, Schweizer Schauspielerin und Model
- 15. März: Camilla Renschke, deutsche Schauspielerin
- 18. März: Sophia Myles, britische Schauspielerin
- 25. März: Hanno Koffler, deutscher Schauspieler
- 25. März: Katrin Ritt, österreichische Schauspielerin
- 26. März: Eva-Maria Grein von Friedl, deutsche Schauspielerin und Musicaldarstellerin
- 27. März: Nicolas Duvauchelle, französischer Schauspieler
- 29. März: Natalia Avelon, deutsch-polnische Schauspielerin

### April bis Juni
April

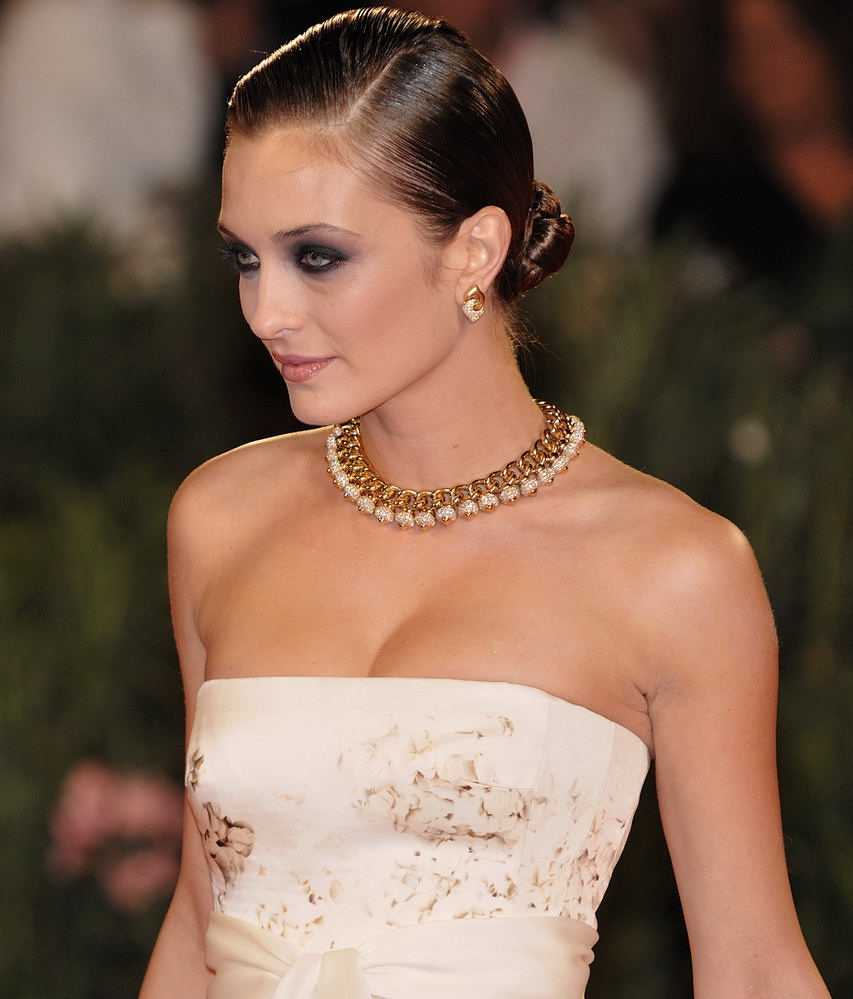
Carolina Crescentini (* 18. April)

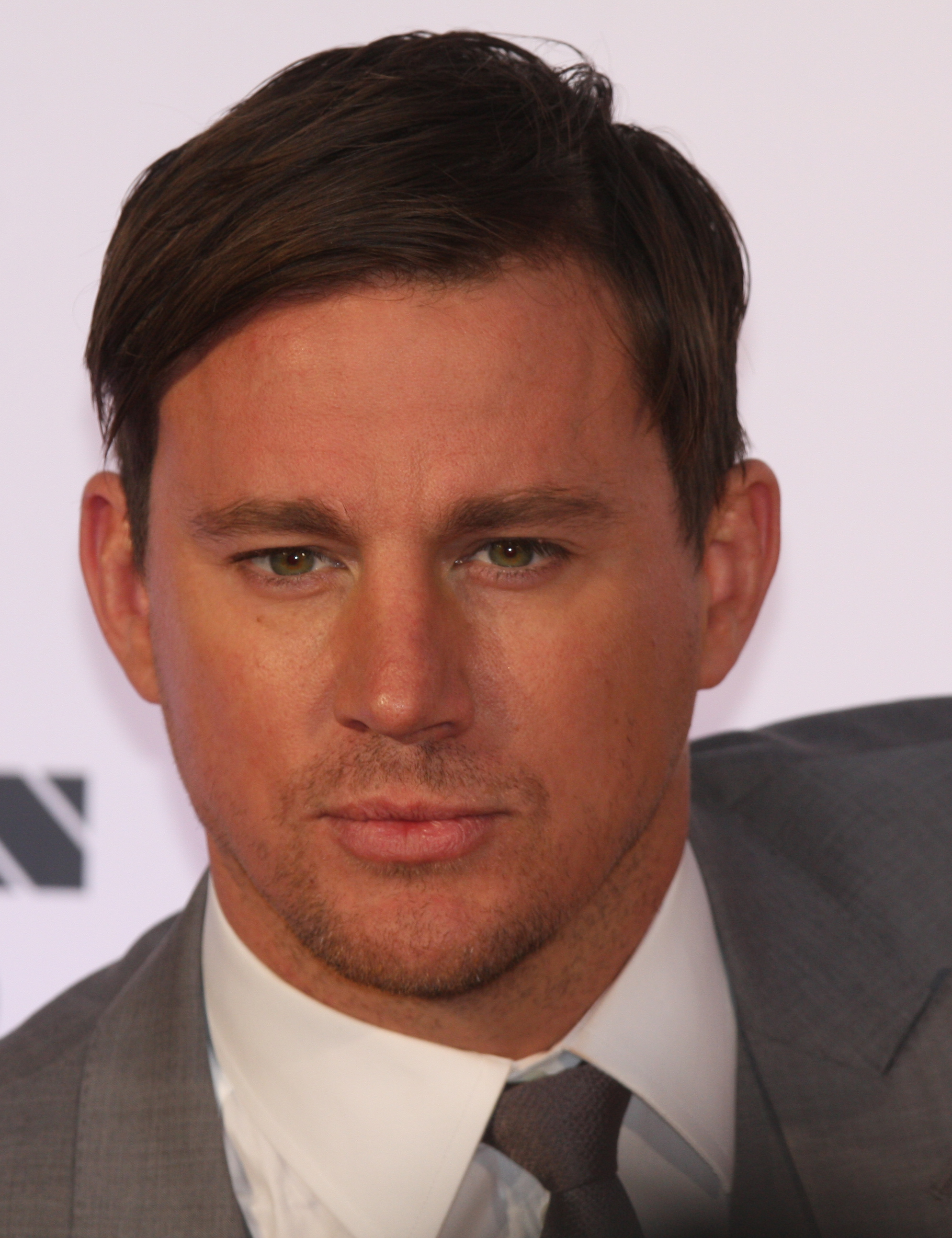
Channing Tatum (* 26. April)

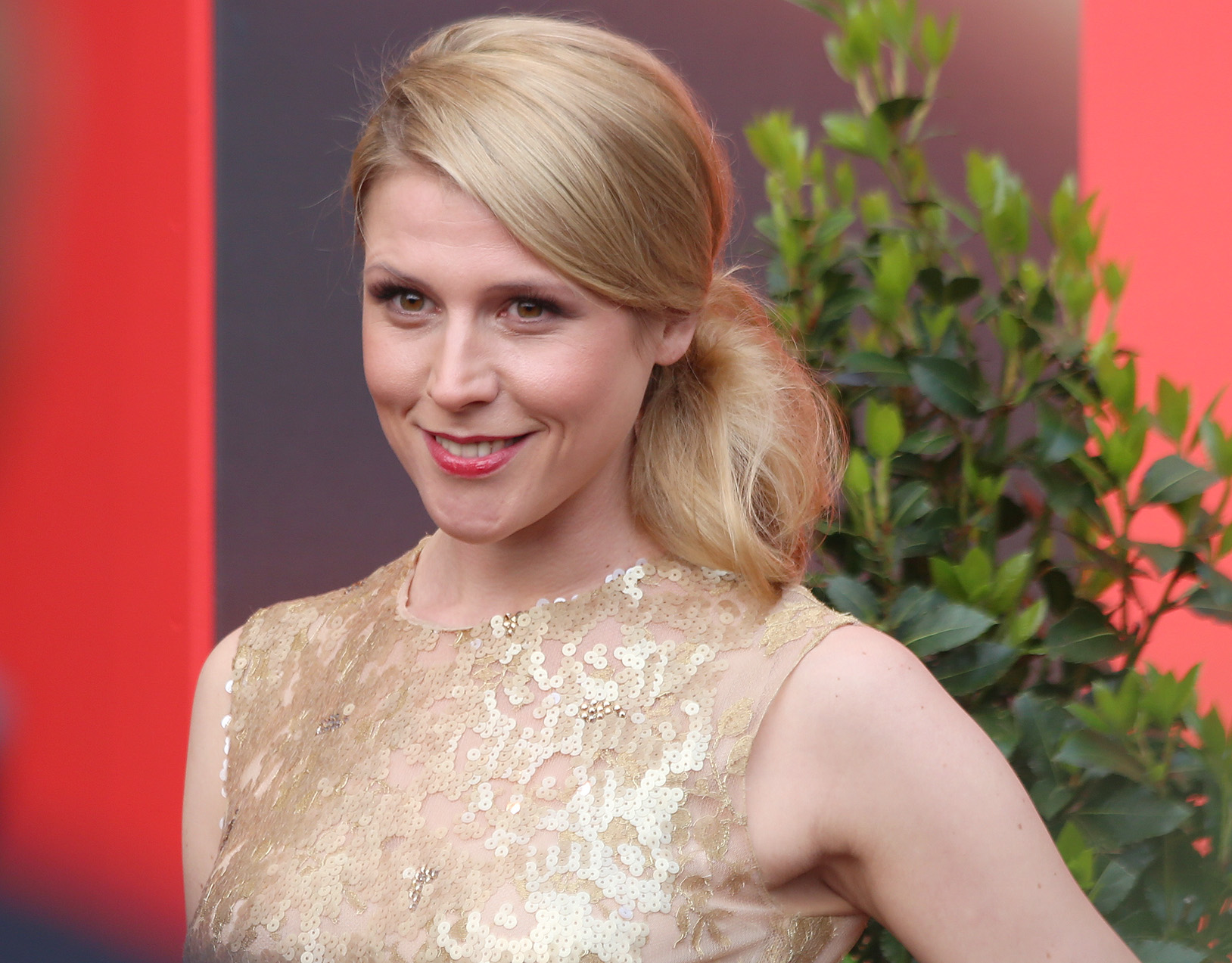
Franziska Weisz (* 4. Mai)

- 01. April: Bijou Phillips, US-amerikanische Schauspielerin
- 07. April: Michael Bellisario, US-amerikanischer Schauspieler
- 08. April: Katee Sackhoff, US-amerikanische Schauspielerin
- 09. April: Rachel Specter, US-amerikanische Schauspielerin
- 10. April: Charlie Hunnam, britischer Schauspieler
- 11. April: Siggi Kautz, deutscher Schauspieler
- 15. April: Alessija Lause, deutsche Schauspielerin
- 16. April: Juliette Marquis, US-amerikanische Schauspielerin
- 17. April: Alaina Huffman, kanadische Schauspielerin
- 18. April: Carolina Crescentini, italienische Schauspielerin
- 19. April: Alexis Thorpe, US-amerikanische Schauspielerin
- 20. April: Jasmin Wagner, deutsch-kroatische Popsängerin, Schauspielerin und Moderatorin
- 24. April: Katherine Bailess, US-amerikanische Schauspielerin
- 24. April: Julia Hummer, deutsche Schauspielerin
- 24. April: Austin Nichols, US-amerikanischer Schauspieler
- 26. April: Jordana Brewster, US-amerikanische Schauspielerin
- 26. April: Stana Katić, kanadisch-kroatische Schauspielerin
- 26. April: Marnette Patterson, US-amerikanische Schauspielerin
- 26. April: Channing Tatum, US-amerikanischer Schauspieler

Mai
- 01. Mai: Christopher Becker, deutscher Regisseur und Drehbuchautor
- 02. Mai: Natascha Berg, deutsches Fotomodell, Moderatorin und Schauspielerin
- 04. Mai: Franziska Weisz, österreichische Schauspielerin
- 06. Mai: Wolke Hegenbarth, deutsche Schauspielerin
- 09. Mai: Carolin Kebekus, deutsche Komikerin, Sängerin, Synchronsprecherin und Schauspielerin
- 19. Mai: Drew Fuller, amerikanischer Schauspieler
- 21. Mai: Chris Raab, US-amerikanischer Schauspieler
- 22. Mai: Lucy Gordon, britische Schauspielerin († 2009)
- 23. Mai: Lane Garrison, US-amerikanischer Schauspieler
- 26. Mai: Will Sanderson, kanadischer Schauspieler
- 27. Mai: Verena Mörtel, deutsche Schauspielerin
- 29. Mai: Dagmar Geppert, deutsche Schauspielerin

Juni
- 09. Juni: James DeBello, US-amerikanischer Schauspieler
- 09. Juni: Navíd Akhavan, deutsch-iranischer Schauspieler
- 12. Juni: Andreas Thiele, deutscher Schauspieler
- 16. Juni: Sibel Kekilli, deutsch-türkische Schauspielerin
- 18. Juni: Kevin Bishop, britischer Schauspieler
- 19. Juni: Milka Loff Fernandes, deutsche Schauspielerin
- 22. Juni: Stephanie Jacobsen, australische Schauspielerin
- 23. Juni: Melissa Rauch, US-amerikanische Schauspielerin
- 23. Juni: Steve Sandvoss, US-amerikanischer Schauspieler
- 23. Juni: Dustin Semmelrogge, deutscher Schauspieler
- 24. Juni: John Bryant Davila, US-amerikanischer Schauspieler
- 26. Juni: Jason Schwartzman, US-amerikanischer Schauspieler

### Juli bis September
Juli

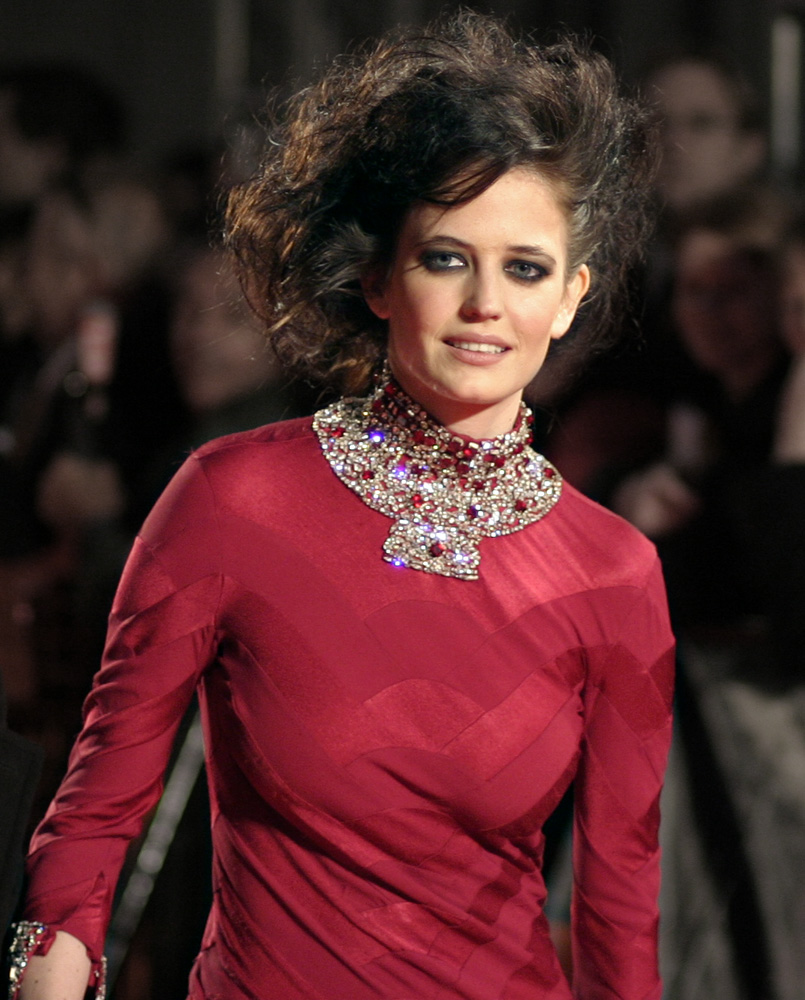
Eva Green (* 5. Juli)

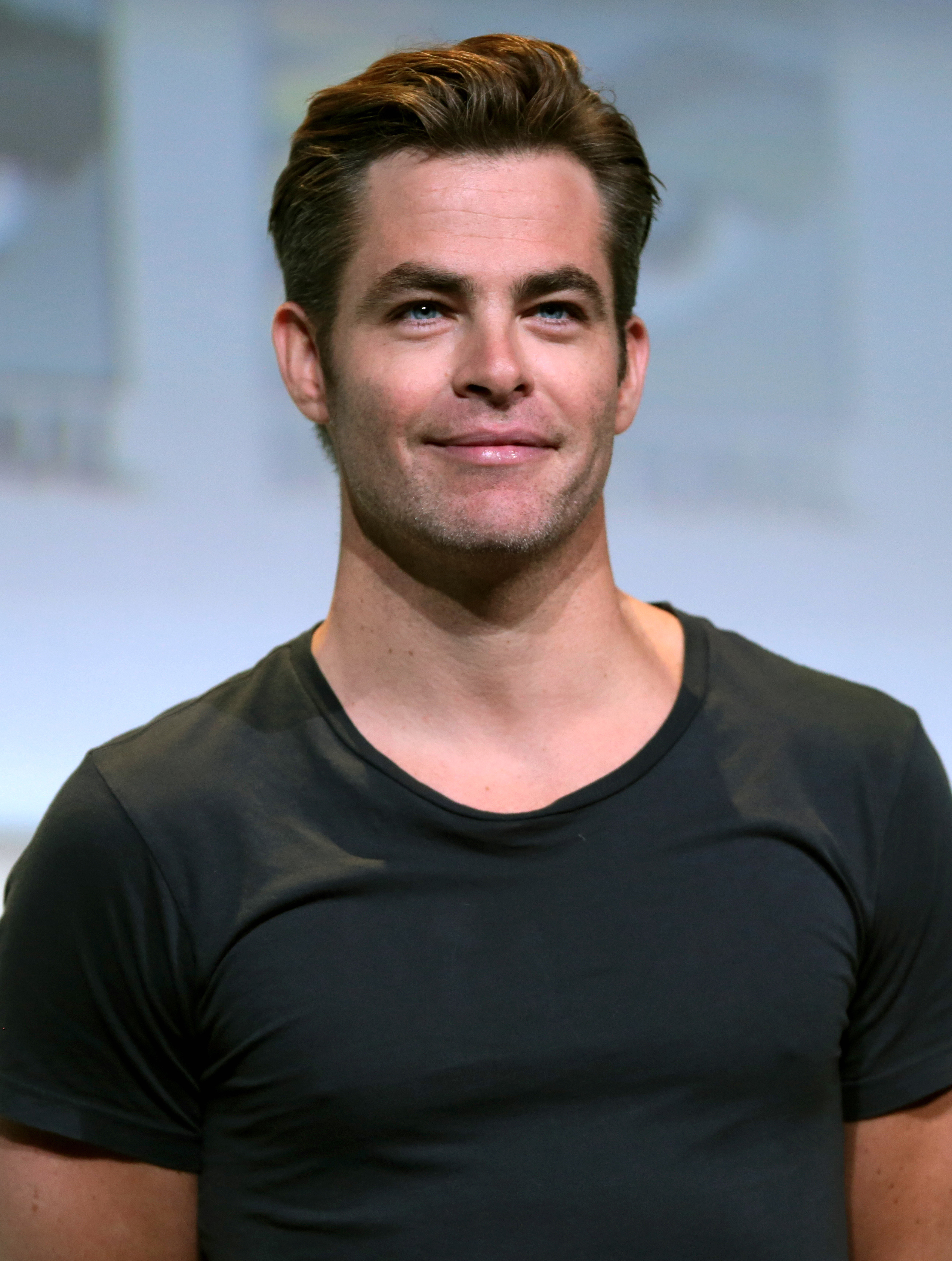
Chris Pine (* 26. August)

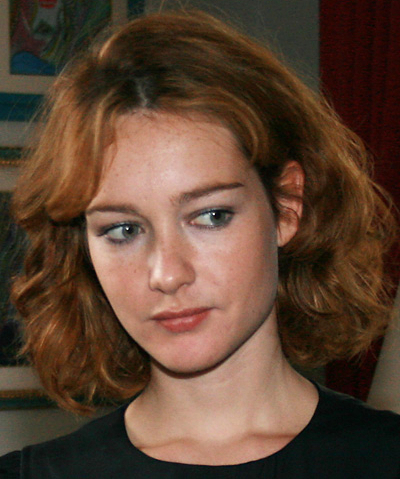
Cristiana Capotondi (* 13. September)

- 04. Juli: Max Elliott Slade, US-amerikanischer Schauspieler
- 05. Juli: Eva Green, französische Schauspielerin
- 07. Juli: Marika Domińczyk, polnisch-amerikanische Schauspielerin
- 10. Juli: Jessica Simpson, US-amerikanische Schauspielerin
- 14. Juli: Carsten Vauth, deutscher Regisseur, Produzent und Drehbuchautor
- 15. Juli: Jasper Pääkkönen, finnischer Schauspieler
- 18. Juli: Kristen Bell, US-amerikanische Schauspielerin
- 18. Juli: Vicki Davis, US-amerikanische Schauspielerin
- 18. Juli: Cathy Shim, US-amerikanische Schauspielerin
- 21. Juli: Sprague Grayden, US-amerikanische Schauspielerin
- 26. Juli: Ellen Hamilton Latzen, US-amerikanische Schauspielerin
- 29. Juli: Daniel Rakete Siegel, deutscher Regisseur
- 29. Juli: Rachel Miner, US-amerikanische Schauspielerin
- 30. Juli: April Bowlby, US-amerikanische Schauspielerin

August
- 06. August: Wilber Pan, taiwanischer Schauspieler und Sänger
- 07. August: Fahri Ogün Yardım, deutsch-türkischer Schauspieler
- 10. August: Roxanne McKee, britische Schauspielerin und Model
- 12. August: Jessica Ginkel, deutsche Schauspielerin
- 12. August: Maggie Lawson, US-amerikanische Schauspielerin
- 12. August: Dominique Swain, US-amerikanische Schauspielerin
- 15. August: Natalie Press, britische Schauspielerin
- 17. August: Doris Golpashin, österreichische Schauspielerin
- 17. August: Shannon Lucio, US-amerikanische Schauspielerin
- 24. August: Rachael Carpani, australische Schauspielerin
- 26. August: Macaulay Culkin, US-amerikanischer Schauspieler
- 26. August: Chris Pine, US-amerikanischer Schauspieler
- 28. August: Carly Pope, kanadische Schauspielerin
- 28. August: Petra Schmidt-Schaller, deutsche Schauspielerin

September
- 04. September: Zachary Abel, US-amerikanischer Schauspieler
- 09. September: Michelle Ingrid Williams, US-amerikanische Schauspielerin
- 13. September: Cristiana Capotondi, italienische Schauspielerin
- 13. September: Ben Savage, US-amerikanischer Schauspieler
- 14. September: Jonas Rohrmann, deutscher Schauspieler
- 20. September: Ryan Donowho, US-amerikanischer Schauspieler
- 21. September: Aleksa Palladino, US-amerikanische Schauspielerin
- 21. September: Autumn Reeser, US-amerikanische Schauspielerin
- 24. September: Sebastian Achilles, deutscher Schauspieler
- 25. September: Chris Owen, US-amerikanischer Schauspieler
- 29. September: Zachary Levi, US-amerikanischer Schauspieler
- 29. September: Josephine Schmidt, deutsche Schauspielerin

### Oktober bis Dezember
Oktober

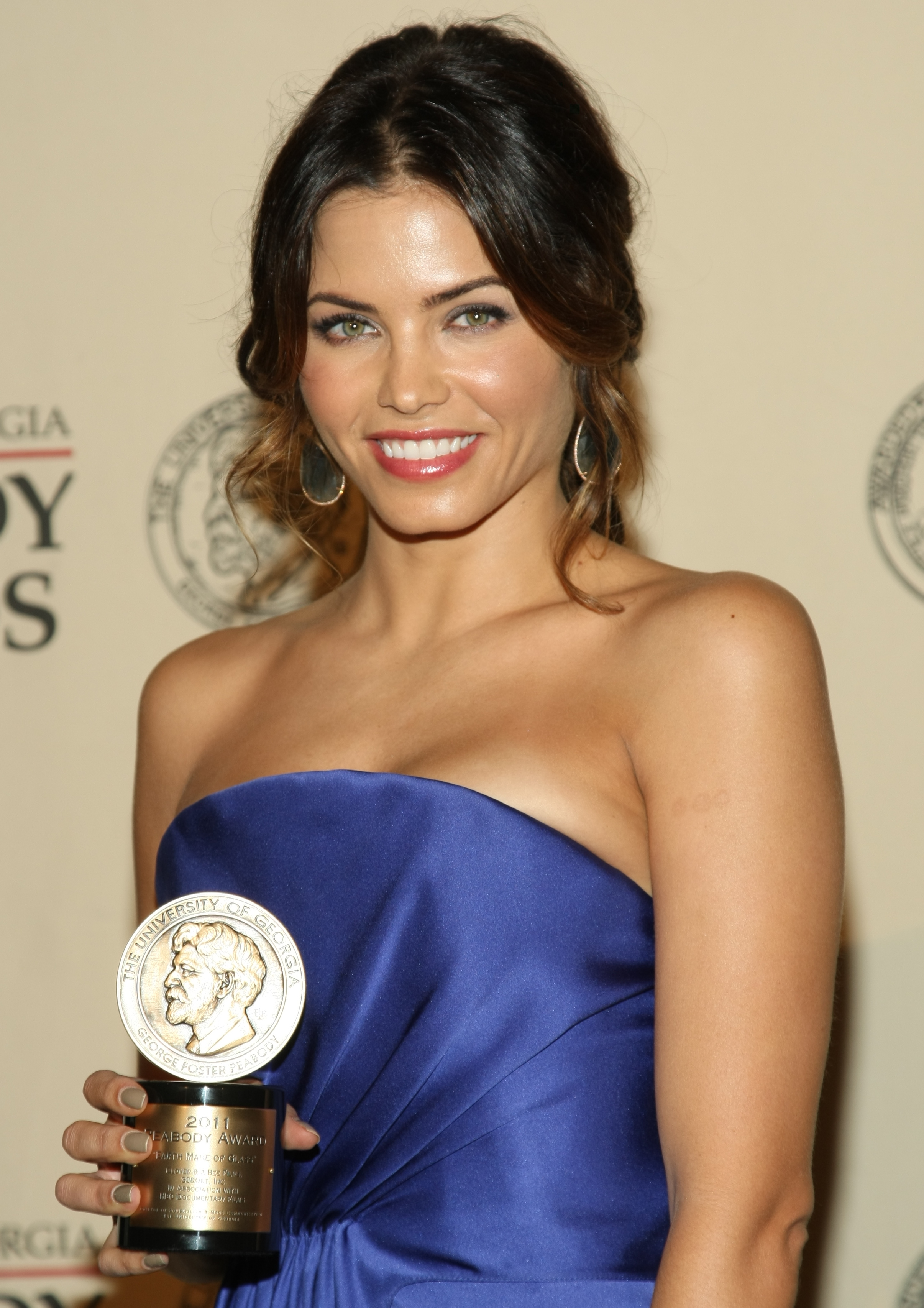
Jenna Dewan (* 3. Dezember)

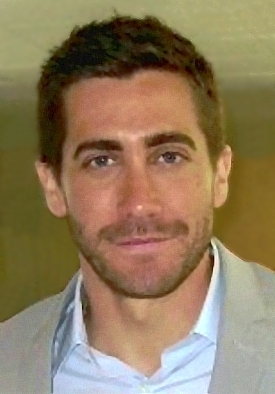
Jake Gyllenhaal (* 19. Dezember)

- 06. Oktober: Jenny Wade, US-amerikanische Schauspielerin
- 14. Oktober: Susan Sideropoulos, deutsche Schauspielerin
- 16. Oktober: Laura Nativo, US-amerikanische Schauspielerin
- 17. Oktober: Ben Whishaw, britischer Schauspieler
- 24. Oktober: Jan Hartmann, deutscher Schauspieler
- 24. Oktober: Lukas Perman, österreichischer Schauspieler
- 28. Oktober: Peter Windhofer, österreichischer Schauspieler
- 29. Oktober: Ben Foster, US-amerikanischer Schauspieler
- 31. Oktober: Samaire Armstrong, US-amerikanische Schauspielerin
- 31. Oktober: Eddie Kaye Thomas, US-amerikanischer Schauspieler

November
- 08. November: Jodie Leslie Ahlborn, deutsche Schauspielerin
- 09. November: Vanessa Minnillo, US-amerikanische Schauspielerin
- 11. November: Marian Meder, deutscher Schauspieler
- 12. November: Ryan Gosling, kanadischer Schauspieler
- 13. November: Monique Coleman, US-amerikanische Schauspielerin
- 15. November: Burhan Qurbani, deutsch-afghanischer Regisseur
- 26. November: Jessica Bowman, US-amerikanische Schauspielerin
- 26. November: Delilah Cotto, US-amerikanische Schauspielerin
- 26. November: Julia Philippi, deutsche Schauspielerin
- 29. November: Johannes Schedl, deutsch-österreichischer Schauspieler
- 30. November: Elsa Sophie Gambard, deutsche Schauspielerin

Dezember
- 03. Dezember: Anna Chlumsky, US-amerikanische Schauspielerin
- 03. Dezember: Jenna Dewan, US-amerikanische Tänzerin und Schauspielerin
- 09. Dezember: Simon Helberg, US-amerikanischer Schauspieler
- 12. Dezember: Wanda Worch, deutsche Schauspielerin
- 15. Dezember: Adam Brody, US-amerikanischer Schauspieler
- 18. Dezember: Anna Walton, britische Schauspielerin
- 19. Dezember: Jake Gyllenhaal, US-amerikanischer Schauspieler
- 19. Dezember: Marla Sokoloff, US-amerikanische Schauspielerin
- 21. Dezember: Melanie Isakowitz, deutsche Schauspielerin und Synchronsprecherin
- 27. Dezember: Elizabeth De Razzo, US-amerikanische Schauspielerin
- 28. Dezember: Vanessa Ferlito, US-amerikanische Schauspielerin
- 30. Dezember: Eliza Dushku, US-amerikanische Schauspielerin

### Tag unbekannt
- Julia Koch, österreichische Schauspielerin
- Christoph Luser, österreichischer Schauspieler
- Thomas Schmieder, deutscher Schauspieler
- Murat Seven, deutscher Schauspieler

## Verstorbene

### Januar bis März
Januar

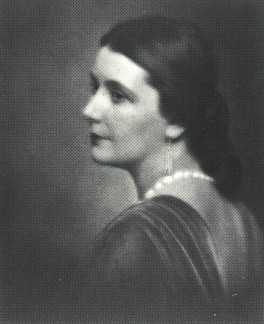
Lil Dagover (1887–1980)

- 16. Januar: Max W. Kimmich, deutscher Regisseur (* 1893)
- 24. Januar: Lil Dagover, deutsche Schauspielerin (* 1887)
- 24. Januar: James Poe, US-amerikanischer Drehbuchautor (* 1921)
- 27. Januar: Peppino De Filippo, italienischer Schauspieler (* 1903)
- 29. Januar: Jimmy Durante, US-amerikanischer Schauspieler (* 1893)

Februar
- 02. Februar: Ray Heindorf, US-amerikanischer Komponist (* 1908)
- 06. Februar: Franz Schafheitlin, deutscher Schauspieler (* 1895)
- 12. Februar: Gale Robbins, US-amerikanische Schauspielerin und Sängerin (* 1921)
- 13. Februar: David Janssen, US-amerikanischer Schauspieler (* 1931)
- 17. Februar: Jerry Fielding, US-amerikanischer Komponist (* 1922)
- 27. Februar: George Tobias, US-amerikanischer Schauspieler (* 1901)

März
- 08. März: Frank McDonald, US-amerikanischer Autor und Regisseur (* 1899)
- 11. März: Karl-Maria Schley, deutscher Schauspieler und Hörspielsprecher (* 1908)
- 31. März: Arthur Kleiner, österreichisch-amerikanischer Komponist (* 1903)

### April bis Juni
April

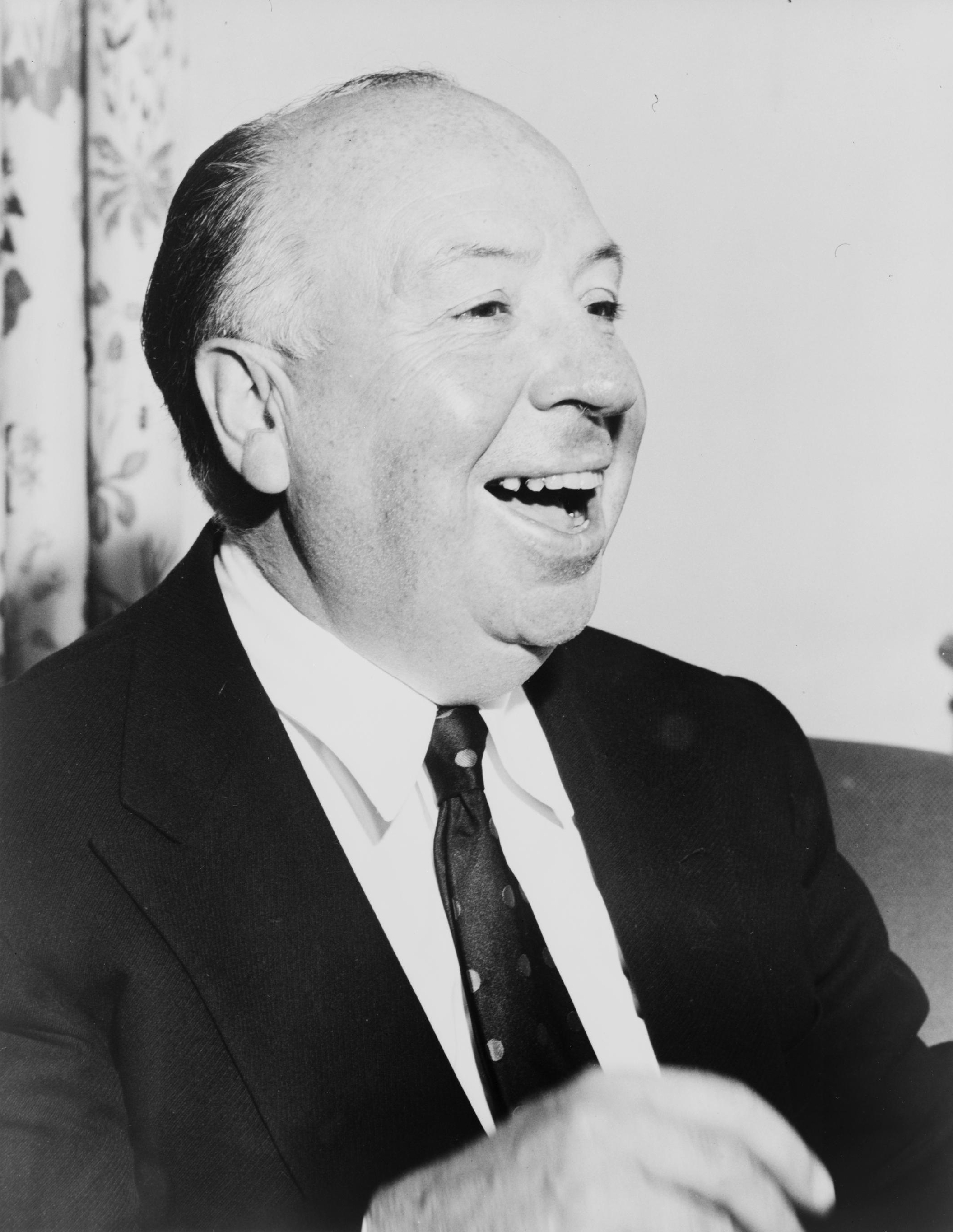
Alfred Hitchcock (1899–1980)

- 04. April: Aleksander Ford, polnischer Regisseur (* 1908)
- 09. April: Hans Rameau, deutscher Drehbuchautor und Schauspieler (* 1901)
- 10. April: Kay Medford, US-amerikanische Schauspielerin (* 1914)
- 15. April: Raymond Bailey, US-amerikanischer Schauspieler (* 1904)
- 16. April: Alf Sjöberg, schwedischer Regisseur (* 1903)
- 18. April: Otto Meyer, US-amerikanischer Filmeditor (* 1901)
- 20. April: Helmut Käutner, deutscher Regisseur (* 1908)
- 25. April: Mario Bava, italienischer Regisseur (* 1914)
- 26. April: Franziska Kinz, österreichische Schauspielerin (* 1897)
- 29. April: Alfred Hitchcock, britischer Regisseur (* 1899)

Mai
- 01. Mai: Henry Levin, US-amerikanischer Regisseur (* 1909)
- 02. Mai: George Pal, US-amerikanischer Regisseur und Produzent (* 1908)
- 12. Mai: Lillian Roth, US-amerikanische Schauspielerin und Sängerin (* 1910)
- 14. Mai: Hugh Griffith, britischer Schauspieler (* 1912)
- 18. Mai: Walter Kohut, österreichischer Schauspieler (* 1927)
- 19. Mai: Ray Rennahan, US-amerikanischer Kameramann (* 1896)
- 21. Mai: Hiroshi Inagaki, japanischer Regisseur (* 1905)
- 21. Mai: Ida Kamińska, polnisch-jüdische Schauspielerin (* 1899)

Juni
- 12. Juni: Milburn Stone, US-amerikanischer Schauspieler (* 1904)
- 18. Juni: Jochen Blume, deutscher Schauspieler (* 1910)
- 18. Juni: Terence Fisher, britischer Regisseur (* 1904)
- 23. Juni: John Laurie, britischer Schauspieler (* 1897)
- 24. Juni: Boris Kaufman, US-amerikanischer Kameramann (* 1897)
- 28. Juni: Helen Gahagan, US-amerikanische Schauspielerin (* 1900)

### Juli bis September
Juli

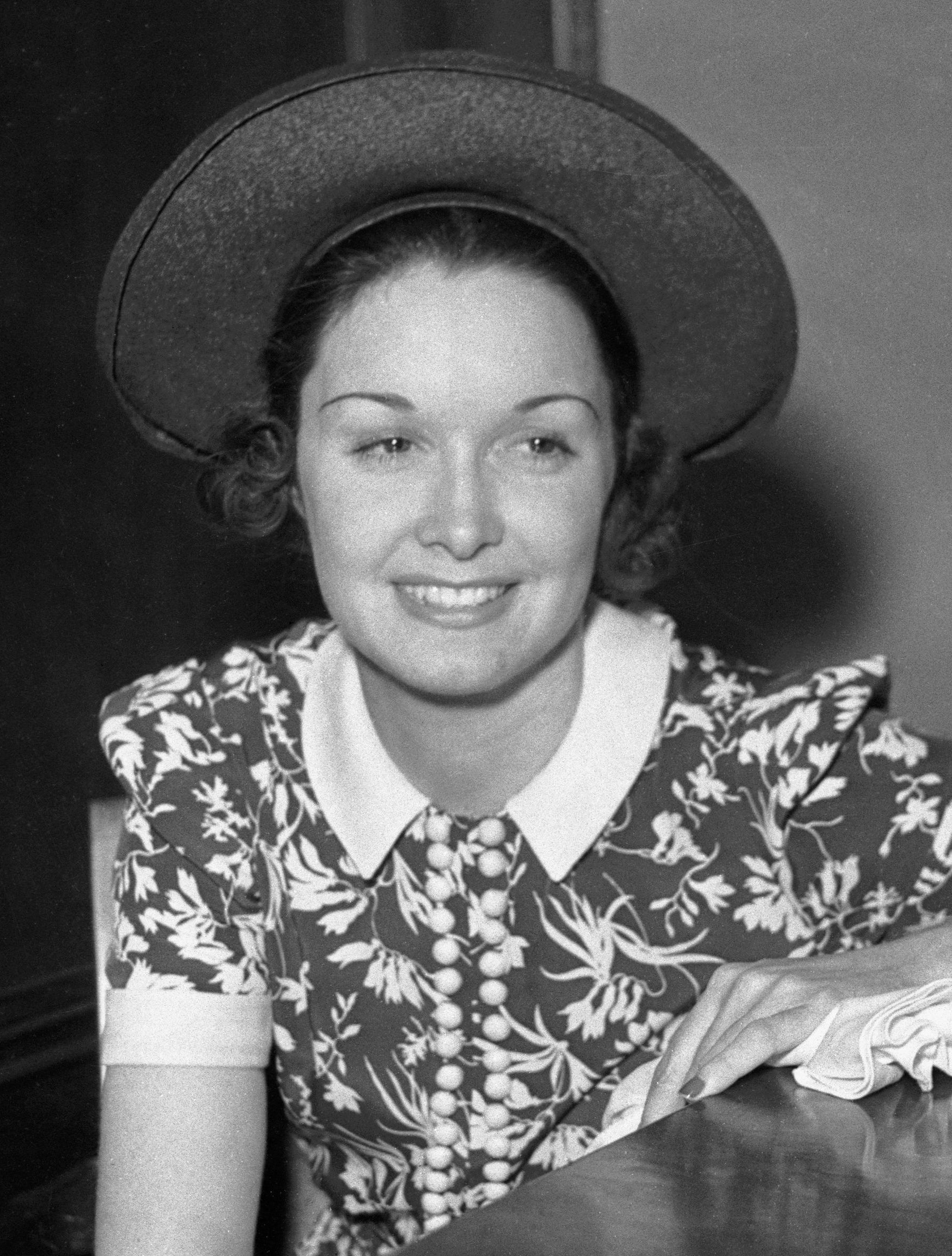
Gail Patrick (1911–1980)

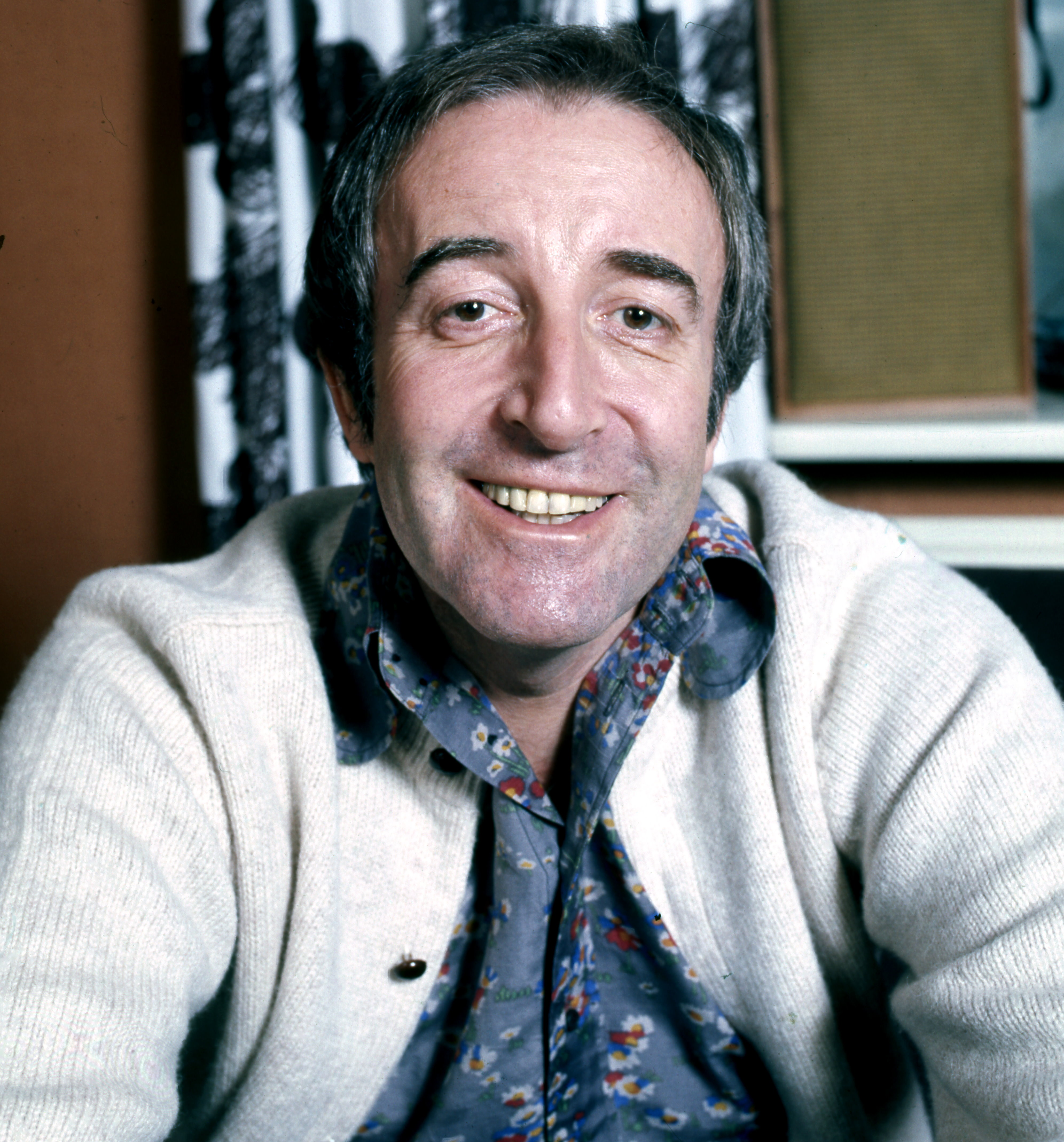
Peter Sellers (1925–1980)

- 03. Juli: Walter Ladengast, österreichischer Schauspieler (* 1899)
- 06. Juli: Frank Cordell, britischer Komponist und Dirigent (* 1918)
- 06. Juli: Gail Patrick, US-amerikanische Schauspielerin (* 1911)
- 16. Juli: Georg Hurdalek, deutscher Drehbuchautor und Regisseur (* 1908)
- 23. Juli: William H. Wright, US-amerikanischer Produzent und Drehbuchautor (* 1902)
- 24. Juli: Peter Sellers, britischer Schauspieler (* 1925)
- 25. Juli: Wladimir Wyssozki, sowjetischer Schauspieler, Dichter und Sänger (* 1938)
- 26. Juli: Allen Hoskins, US-amerikanischer Kinderdarsteller (* 1920)
- 30. Juli: Charles McGraw, US-amerikanischer Schauspieler (* 1914)

August
- 01. August: Strother Martin, US-amerikanischer Schauspieler (* 1919)
- 02. August: Donald Ogden Stewart, US-amerikanischer Drehbuchautor (* 1894)
- 11. August: Willi Forst, österreichischer Schauspieler und Regisseur (* 1903)
- 14. August: Diego Fabbri, italienischer Drehbuchautor (* 1911)
- 26. August: Tex Avery, US-amerikanischer Zeichentrickfilmer (* 1908)
- 26. August: Arthur Weiss, US-amerikanischer Drehbuchautor und Produzent (* 1912)

September
- 03. September: Barbara O’Neil, US-amerikanische Schauspielerin (* 1910)
- 05. September: Barbara Loden, US-amerikanische Schauspielerin (* 1932)
- 13. September: Lillian Molieri Bermúdez, nicaraguanische Schauspielerin (* 1925)
- 17. September: Christiane Schröder, deutsche Schauspielerin (* 1942)
- 18. September: Jo Herbst, deutscher Schauspieler (* 1928)
- 19. September: Sol Lesser, US-amerikanischer Produzent (* 1890)
- 25. September: Lewis Milestone, US-amerikanischer Regisseur (* 1895)

### Oktober bis Dezember
Oktober

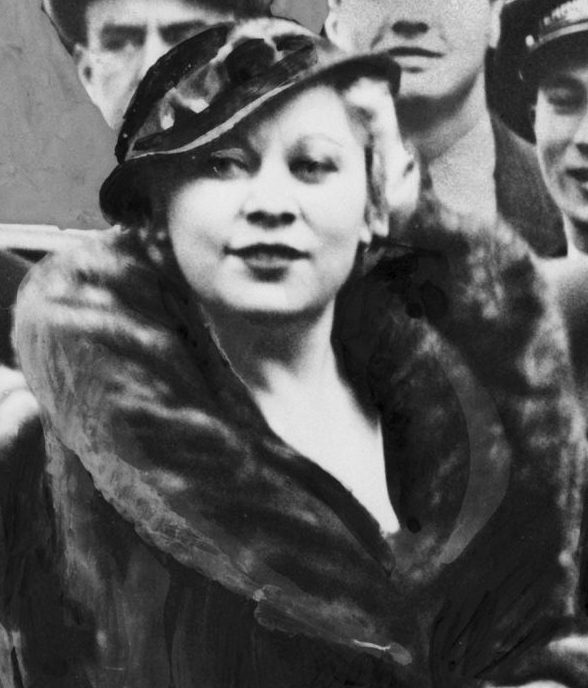
Mae West (1893–1980)

- 06. Oktober: Hattie Jacques, britische Schauspielerin (* 1922)
- 08. Oktober: Maria Holst, österreichische Schauspielerin (* 1917)
- 17. Oktober: Karl Brückel, deutscher Schauspieler und Sänger (* 1881)

November
- 04. November: Noel Langley, US-amerikanischer Drehbuchautor, Regisseur und Produzent (* 1911)
- 07. November: Steve McQueen, US-amerikanischer Schauspieler (* 1930)
- 09. November: Victor Sen Yung, US-amerikanischer Schauspieler (* 1915)
- 09. November: Julian Wintle, britischer Produzent (* 1913)
- 20. November: Buzz Barton, US-amerikanischer Schauspieler (* 1913)
- 21. November: Walter Rilla, deutscher Schauspieler (* 1894)
- 22. November: Leonard Barr, US-amerikanischer Schauspieler (* 1903)
- 22. November: Mae West, US-amerikanische Schauspielerin (* 1893)
- 24. November: George Raft, US-amerikanischer Schauspieler (* 1901)
- 26. November: Conrad A. Nervig, US-amerikanischer Filmeditor (* 1889)
- 26. November: Rachel Roberts, britische Schauspielerin (* 1927)
- 28. November: Mia May, österreichische Schauspielerin (* 1884)

Dezember
- 16. Dezember: Jan Fethke, deutsch-polnischer Regisseur und Drehbuchautor (* 1903)
- 18. Dezember: Gabrielle Robinne, französische Schauspielerin (* 1886)
- 25. Dezember: Olav Dalgard, norwegischer Regisseur und Drehbuchautor (* 1898)
- 27. Dezember: Fritz Schröder-Jahn, deutscher Schauspieler und Regisseur (* 1908)
- 31. Dezember: Raoul Walsh, US-amerikanischer Regisseur (* 1887)